# 希拉·多诺霍
希拉·多诺霍（英語：Shelagh Donohoe，1965年1月22日—），美国女子赛艇运动员。她曾代表美国参加1992年夏季奥林匹克运动会赛艇比赛，获得女子四人单桨无舵手银牌。